# 芦尚坟组
芦尚坟组是位于中国北京西山一带的下白垩世地层，1933年由谢家荣命名。该地层以紫红、黄、灰、浅棕色砂砾岩为主，间夹泥页岩。